# Vera Bitanji
Vera Bitanji-Bregu (ur. 21 kwietnia 1969 w Grudë e Re) – albańska lekkoatletka specjalizująca się w trójskoku oraz skoku w dal, olimpijka z Atlanty.

## Przebieg kariery
Zadebiutowała w 1988 roku występem na rozegranych w Ankarze igrzyskach bałkańskich, biorąc udział w sztafecie 4 × 100 metrów. W 1989 startowała w pierwszych w swojej karierze zawodach w konkurencji skoku w dal, które odbyły się w Tiranie. Rok później zaś wzięła udział w mistrzostwach Europy, w konkurencji skoku w dal zajęła 9. pozycję z rezultatem 6,02 m i odpadła w eliminacjach.
W 1996 roku wystartowała w letnich igrzyskach olimpijskich rozgrywanych w Atlancie. Brała tam udział w konkurencji trójskoku, odpadła w rundzie kwalifikacyjnej po zajęciu 14. pozycji z rezultatem 12,82 metrów. W 1997 zadebiutowała na mistrzostwach świata, w ramach tych zmagań wzięła udział w konkurencji skoku w dal – odpadła ona w eliminacjach po uzyskaniu rezultatu 5,58 metrów, który uplasował zawodniczkę na 21. pozycji.
Jest medalistką mistrzostw krajów bałkańskich w lekkoatletyce, w konkurencji skoku w dal zdobyła dwa srebrne medale (1990, 1996), w konkurencji trójskoku zaś wywalczyła brązowy medal (1998).